# Il rifugio dei dannati
Il rifugio dei dannati (Paranoiac) è un film del 1964 diretto da Freddie Francis con Janette Scott, Oliver Reed e Sheila Burrell.

## Trama
La storia è incentrata sul misterioso ritorno a casa di Tony, un ragazzo che tutti pensavano si fosse suicidato 8 anni prima. Il suo arrivo turberà la famiglia, soprattutto sua sorella Helen e il fratello Simon che impazzisce.